# Joe South
Joe South, född som Joseph Souter den 28 februari 1940 i Atlanta, Georgia, död 5 september 2012 i Buford, Georgia, var en amerikansk gitarrist och kompositör. South är mest ihågkommen för låtarna "Games People Play", "Rose Garden" och "Hush"; de två senare genom Lynn Andersons respektive Deep Purples versioner av låtarna.
South började spela gitarr vid elva års ålder och 1958 spelade han in sin första skiva, The Purple People Eater Meets the Witch Doctor, som blev en lokal hit i Atlanta. Från och med 1963 började han skriva och spela in egna låtar, även om andra artister oftast gav ut dem på skiva. Exempel på artister är Ray Stevens, Tommy Roe, Billy Joe Royal och Bobby Edwards. Billy Joe Royals debutalbum Introducing Billy Joe Royal (1965) producerades och arrangerades av South, samtidigt som han också stod för hälften av låtmaterialet. Albumet kan ses som Souths stora genombrott. Från albumet nådde South-låten Down in the Boondocks niondeplatsen på amerikanska Billboard-listan.
Nu började South också bli eftersökt som studiomusiker. Han spelade både gitarr och bas på Bob Dylans album Blonde on Blonde och på Aretha Franklins hit Chain of Fools. När skivproducenten Tom Wilson beslutade att lägga på elgitarr på Simon and Garfunkels akustiska version av The Sound of Silence flögs South till New York och resultatet blev Simon & Garfunkels första listetta.
På nästa Billy Joe Royal-album kunde man höra låtar som "Hush", "Rose Garden", "These Are Not My People" och "The Greatest Love", vilka senare skulle spelas in både av South och av andra artister. "Hush" blev exempelvis gruppen Deep Purples första USA-hit i september 1968 när låten nådde fjärdeplatsen.
Samma år förberedde South sig på att starta sin egen karriär som skivartist. Singeln "Birds of a Feather" från ett kommande album gavs ut utan att någon verkade bry sig. När albumet Introspect gavs ut i mars 1969 såg det nästan ut att gå lika dåligt till en början; albumet låg som bäst bara på 117:e plats. När singeln "Games People Play" gavs ut var Souths lycka gjord och att låten "bara" nådde tolfteplatsen spelade nog mindre roll eftersom den renderade honom två amerikanska Grammies, bland annat för "Årets låt".
1971 begick Souths bror Tommy självmord vilket tog Joe ganska hårt. Han isolerade sig från omvärlden och de två efterföljande albumen blev inga framgångar. Förutom ett liveframträdande i London 1994 har det därefter varit tyst om Joe South sedan 1975. 2007 dök dock en officiell webbsida upp och när albumet A Look Inside återutgavs 2010 av det australiska skivbolaget Raven innehöll det fyra bonusspår, varav ett var inspelat 2009. South avled den 5 september 2012 i sviterna av en hjärtattack.

## Diskografi
- Introspect (1968)
- Don't It Make You Want to Go Home (1969)
- Games People Play (1969)
- Joe South (1969)
- So the Seeds Are Growing (1971)
- A Look Inside (1972)
- Midnight Rainbows (1975)
- The Best Of Joe South (1990) (samlingsalbum)
- Anthology (1999) (samlingsalbum)
- Classic Masters (2002) (samlingsalbum)